# Dimos Rigas Feraios
Dimos Rigas Feraios (Rigas Feraios) är en kommun i Grekland.   Den ligger i prefekturen Nomós Magnisías och regionen Thessalien, i den centrala delen av landet, 180 km norr om huvudstaden Aten. Antalet invånare är 11 830. Arean är 550 kvadratkilometer.
Terrängen i Dimos Rigas Feraios är varierad.